# 鍋島茂真
鍋島 茂真（なべしま しげまさ）は、江戸時代後期の肥前国佐賀藩の執政。須古鍋島家13代当主。弟の10代藩主・鍋島直正を25年にわたり補佐した。

## 略歴
文化10年（1813年）、佐賀藩9代藩主・鍋島斉直の十四男として誕生。幼名は長之進。長じて中務、安昌とも呼ばれた。
文政5年（1822年）、須古鍋島家12代当主・鍋島茂臣の養子に内定し、文政8年（1825年）に佐賀城東御門元鷹屋屋敷を拝領する。特に佐賀藩主の花杏葉紋使用を許可され、同年に家督を継ぐ。
天保元年（1830年）9月に請役差次に就任する。天保6年（1835年）5月の佐賀城二の丸焼失の後、請役所当役（執政）となる。また佐賀藩の藩校弘道館の学館頭人となり、藩校教育に力を入れた。長崎の台場を増築し、大砲の鋳造を行った。嘉永2年（1849年）9月に長年の請役としての功績に対して、代々花杏葉紋を拝領した。安政6年（1859年）、家臣の不祥事もあって執政の職から退いた。
慶応2年（1866年）、死去。享年54。家督は子・茂朝が継いだ。
明治44年（1911年）、従四位を追贈された。